# Christopher Darden
Christopher Darden (Richmond, California; 7 de abril de 1956) es un abogado, escritor y profesor estadounidense. Llevaba trabajando durante 15 años en la oficina del fiscal de distrito en el Condado de Los Ángeles cuando se le asignó al Caso O. J. Simpson junto a la fiscal Marcia Clark.

## Primeros años
Darden nació en Richmond (California), siendo el cuarto de ocho hermanos. Después de graduarse en la John F. Kennedy High School en 1974, Darden se matriculó en la Universidad Estatal de San José, donde participó en atletismo y se unió a Alpha Phi Alpha, una fraternidad afroamericana. Recibió su licenciatura en Administración de justicia penal en 1977. Darden recibió su Juris Doctor por el Colegio Hastings, afiliado a la Universidad de California, en 1980.

## Carrera
Darden aprobó el Examen de Abogados de California en el verano de 1980. Cuatro meses después, fue contratado en la Junta Nacional de Relaciones Laborales en Los Ángeles. Buscando un cambio de carrera, solicitó y fue contratado para un puesto en la Oficina del fiscal de distrito del condado de Los Ángeles. Darden fue inicialmente asignado a la oficina de Huntington Park antes de mudarse a Beverly Hills, y finalmente se mudó al Edificio de Tribunales Penales (CCB), en Los Ángeles, a finales de 1983.
Durante su estancia en el Edificio de Tribunales Penales, Darden sirvió en los juicios centrales y las unidades de pandillasantes de ser transferido a la División de Investigación Especial (SID), que investigaba la actividad criminal por parte de funcionarios públicos y policiales, en febrero de 1988. Fue en esta posición, Darden conoció al afamado abogado Johnnie Cochran, que se había granjeado su reputación defendiendo a personas víctimas de los abusos policiales, especialmente entre la población afroamericana.
Darden inicialmente se involucró en el Caso O. J. Simpson después de que los fiscales adjuntos del distrito Marcia Clark y William Hodgman le pidieran que dirigiera el procesamiento de Al Cowlings, amigo de Simpson y el conductor del Ford Bronco durante la persecución en automóvil que llevaron a cabo. Después de que el trabajo de Darden en el caso de Al Cowlings terminase, Clark le pidió que se uniera a su equipo contra Simpson como administrador de casos, ya que ella y Hodgman estaban empantanados por varias mociones y presentaciones de la defensa. Clark también le encargó a Darden que preparara a los testigos de la fiscalía para el testimonio, incluida la preparación del testimonio clave que era el del detective Mark Fuhrman. Después de que Hodgman tuviera que retirarse por motivos de salud del juicio, poco antes de las declaraciones de apertura, Darden fue nombrado coprocurador.
Tras el polémico y mediático juicio, Darden fue despedido de la fiscalía y se unió a la facultad de la Universidad Estatal de California en Los Ángeles, donde enseñó Derecho penal de pregrado. Ese mismo año, fue nombrado Profesor Asociado de Derecho en la Facultad de Derecho de la Universidad Southwestern. Darden enseñó y se especializó en procedimientos penales y defensa de juicios.
Llegó a ser comentarista de asuntos legales en diversas cadenas televisivas como CNBC, CNN, Court TV y NBC, así como invitado y comentarista recurrente en CNN, Court TV y FOX News. 
También llegó a escribir el libro In Contempt, donde narró sus experiencias con el juicio de O. J. Simpson. Fue coautor, con Dick Lochte, de varias novelas policiales, incluyendo The Trials of Nikki Hill (1999), LA Justice (2000) y The Last Defense (2002).
Apareció en la portada de Newsweek en 1996 con un artículo "My Case Against OJ" que abordaba su participación y enjuiciamiento de O. J Simpson.
Darden dejó la facultad de derecho en 1999 y creó su propia firma, Darden & Associates, Inc., especializada en defensa penal y litigios civiles.
En una entrevista de Oprah Winfrey el 9 de febrero de 2006, Darden declaró que todavía cree que Simpson es culpable. Agregó que estaba casi tan disgustado con el perjurio de Mark Fuhrman como por los asesinatos de Goldman y Simpson. El 6 de septiembre de 2012, Darden acusó al difunto abogado defensor de Simpson Johnnie Cochran por "manipular" el juicio y al jurado con el reconocido caso del guante.
En el plano personal, Darden está casado con la ejecutiva de televisión Marcia Carter desde agosto de 1997. Juntos tienen tres hijos.

## En la cultura popular
Darden, así como Marcia Clark, fueron parodiados en la comedia de Netflix Unbreakable Kimmy Schmidt, haciendo de ellos Jerry Minor y Tina Fey, respectivamente.
Tanto la figura de Darden, Clark, Simpson y el resto de protagonistas del juicio fueron recreados en la pequeña pantalla a través de la miniserie The People v. O. J. Simpson: American Crime Story, donde fue interpretado por Sterling K. Brown, quien ganó el Premio Emmy al Mejor actor de reparto en miniserie.